# Jeffrey Henderson
Jeffrey Henderson –conocido como Jeff Henderson– (McAlmont, 19 de febrero de 1989) es un exatleta estadounidense, especialista en la prueba de salto de longitud.
Participó en los Juegos Olímpicos de Río de Janeiro 2016, obteniendo una medalla de oro en su especialidad. Ganó una medalla de plata en el Campeonato Mundial de Atletismo de 2019.

## Palmarés internacional
| Juegos Olímpicos   | Juegos Olímpicos        | Juegos Olímpicos | Juegos Olímpicos  |
| Año                | Lugar                   | Medalla          | Prueba            |
| ------------------ | ----------------------- | ---------------- | ----------------- |
| 2016               | Río de Janeiro (Brasil) | Medalla de oro   | Salto de longitud |
| Campeonato Mundial |                         |                  |                   |
| Año                | Lugar                   | Medalla          | Prueba            |
| 2019               | Doha (Catar)            | Medalla de plata | Salto de longitud |